# Med dvema stoloma
‎Med dvema stoloma je roman Josipa Jurčiča. Roman je izšel leta 1876 kot šesti zvezek v Jurčičevem glasilu Slovenska knjižnica. 

## Vsebina
Zgodba se odvija nekje ob Savi ob koncu 19. stoletja. Izobražen sin bogatega kmeta Nikolaj Kolodej je zaročen s svojo ljubeznijo iz mladosti, ljubečo kmečko deklico Tončko Pridan. V dogajanje se vplete mestna koketa Luiza Vitova, ki zapelje Nikolaja. Slednji pretrga zaroko s Tončko. Kmalu zatem pogori dom Kolodejevega očeta, v požaru umre tudi oče. Po mestu se razširijo lažne govorice, da posestvo ni bilo zavarovano in tako Nikolaj ne bo podedoval ničesar. Ko za to izve Luiza, se razkrijejo njeni resnični načrti. Pri vaškem mladeniču jo je zanimal le denar, zdaj pa se zdi, da bo ostal brez prebite pare. Napiše mu pismo, kjer mu izrazi svoje sožalje in ga obvesti, da bo za nekaj časa odpotovala. Nikolaju se vse skupaj zdi sumljivo. S pomočjo prijatelja dr. Loka ugotovi, da gospodična ni odšla nikamor, le poiskala si je drugega, premožnejšega snubca, gospoda Majerja. Prevarani Kolodej bi se sedaj spet rad vrnil k Tončki. Med tem ko ponovno dvori svoji nekdanji zaročenki, se po mestu razve, da je Nikolaj v resnici podedoval čedno vsoto denarja, saj je bilo pogorelo posestvo zavarovano. Prejme še eno Luizino pismo, kjer ga gospodična roti za obnovitev zveze. Istočasno pa prispe tudi obvestilo prijatelja dr. Loka, od kogar izve, da se gospodična vrača k njemu predvsem zato, ker se je poročil gospod Majer. Tako zdaj sedi na tleh med dvema stoloma in bi rada videla, če je prvi stol, s katerega se je razsedla, morda spet zanjo pripravljen. A Kolodej dokončno spozna njeno spletkarsko naravo in se odloči, da ji niti odpisal ne bo. Raje se odpravi k Tončki, da ji spet izpove svojo ljubezen. Vendar ga ta dostojanstveno zavrne in za moža vzame kmečkega človeka. Kolodeja to povsem potre in slednjič kot prostovoljec odide v boje na slovanskem jugu. Štiri leta kasneje pogovor v gostilni nanese na mladega Nikolaja. Ker dr. Loka od njega že dolgo ni prejel nobenega pisma, mladeničevi znanci sklepajo, da je verjetno padel v boju.